# Estrella (Madrid)
Estrella és un barri al nord del Districte de Retiro de la vila de Madrid, limitant amb els barris de Pacífico al sud-oest, Niño Jesús a l'oest, Adelfas al sud, Ibiza al nord-est, i Media Legua i Fontarrón (Moratalaz) a l'est. En aquest barri hi residí Felipe González durant la Transició espanyola. Deu el seu nom al fet que els seus solars pertanyien a la companyia de Seguros La Estrella, qui se n'encarregà de la construcció. També molts dels seus carrers tenen noms d'astres: plaça de los Astros, carrers de l'Estrella Polar, de la Lira, del Pez Austral, Pez Volador, etc. Es va començar a construir en 1957.

## Demografia
Tenia una població de 24.646 l'1 de gener de 2006. L'evolució de la demografia al barri ha experimentat un acusat declivi al llarg dels últims 20 anys. Així, en 1986 la població del barri era de 27.820; en 1991 era de 29.409; en 1996 era de 27.327, i en 2001 era de 26.268. Per tant, si prenem com a referència la població de 1986, aquesta s'ha vist disminuïda en un 11,4%, mentre que la població de la ciutat de Madrid, en aquest mateix període, ha crescut un 4,8%.
| Any  | Població | Evolució de població |
| ---- | -------- | -------------------- |
| 1986 | 27.820   | 100                  |
| 1991 | 29.409   | 105,7                |
| 1996 | 27.327   | 98,2                 |
| 1998 | 27.111   | 97,5                 |
| 1999 | 26.774   | 96,2                 |
| 2000 | 26.433   | 95,0                 |
| 2001 | 26.268   | 94,4                 |
| 2002 | 26.027   | 93,6                 |
| 2003 | 25.737   | 92,5                 |
| 2004 | 25.380   | 91,2                 |
| 2005 | 24.932   | 89,6                 |
| 2006 | 24.646   | 88,6                 |

## Història
El 1997 hi fou assassinat el Tinent Coronel Juan Cuesta Abril a mans d'ETA. Va rebre tres trets per l'esquena.